# Promenade Island Park
La promenade Island Park (Anglais : Island Park Drive) est une promenade panoramique à Ottawa, Ontario, au Canada .

## Description de la route
De nombreuses maisons de luxe et plusieurs ambassades bordent la rue. L'extrémité nord est reliée au Kichi Zibi Mikan et au pont Champlain, qui traverse la rivière des Outaouais jusqu'à Gatineau, au Québec. Island Park Drive doit son nom à l'île Bate, la plus grande île traversée par le pont Champlain, qui possède un petit parc avec accès routier. L'extrémité sud est reliée à la Ferme expérimentale centrale, où elle devient l'allée de la CCN. 
Island Park Drive possède une rampe de sortie en direction nord depuis l'autoroute Queensway en direction ouest, sans autre rampe disponible. Hampton Park est situé au nord de Queensway et borde Island Park Drive.
Les véhicules commerciaux sont interdits sur Island Park Drive, une artère urbaine à deux voies avec une limite de vitesse de 40 km/h (25 mph) en raison de sa nature résidentielle. La promenade a une longueur de 3 km (1,9 mi), ou 4 km (2,5 mi) en incluant le pont Champlain.

## Histoire
La promenade Island Park, alors appelée West End Driveway, a été ouverte en 1923. Elle est antérieure au pont Champlain, inauguré en 1927; avant cela, la route se terminait au bord de la rivière des Outaouais. 
La promenade comportait auparavant plusieurs ronds-points sur toute sa longueur. Le rond-point de Richmond Road a été supprimé en 1957 et un rond-point à 5 voies a marqué son terminus sud avec Carling Avenue, Holland Avenue et NCC Driveway pendant un certain temps vers 1945. Ce sont désormais toutes des intersections signalisées,,.
Durant l'été 2007, le viaduc de l'autoroute 417 a été remplacé grâce à une technique de remplacement rapide utilisant de l'équipement lourd de levage et de roulage. Ce procédé a permis de soulever les anciens ponts et de les remplacer par de nouveaux ponts construits à proximité. L'opération complète, qui a nécessité environ 15 heures, a eu lieu dans la nuit du 11 au 12 août 2007. C'était la première fois que cette méthode était utilisée au Canada, bien qu'elle ait déjà été utilisée dans d'autres pays, dont les États-Unis. De nombreuses opérations similaires ont depuis eu lieu le long de l'autoroute 417 à Ottawa, notamment aux avenues Clyde et Carling.

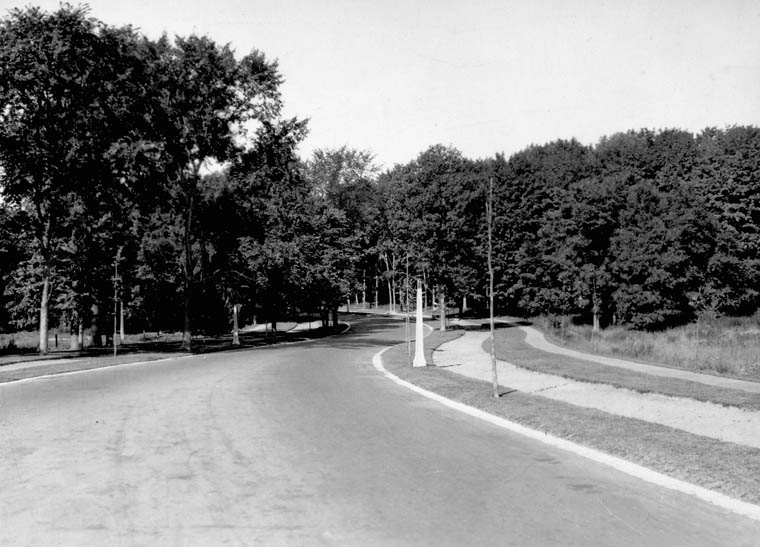
L'allée du West End dans les années 1920.
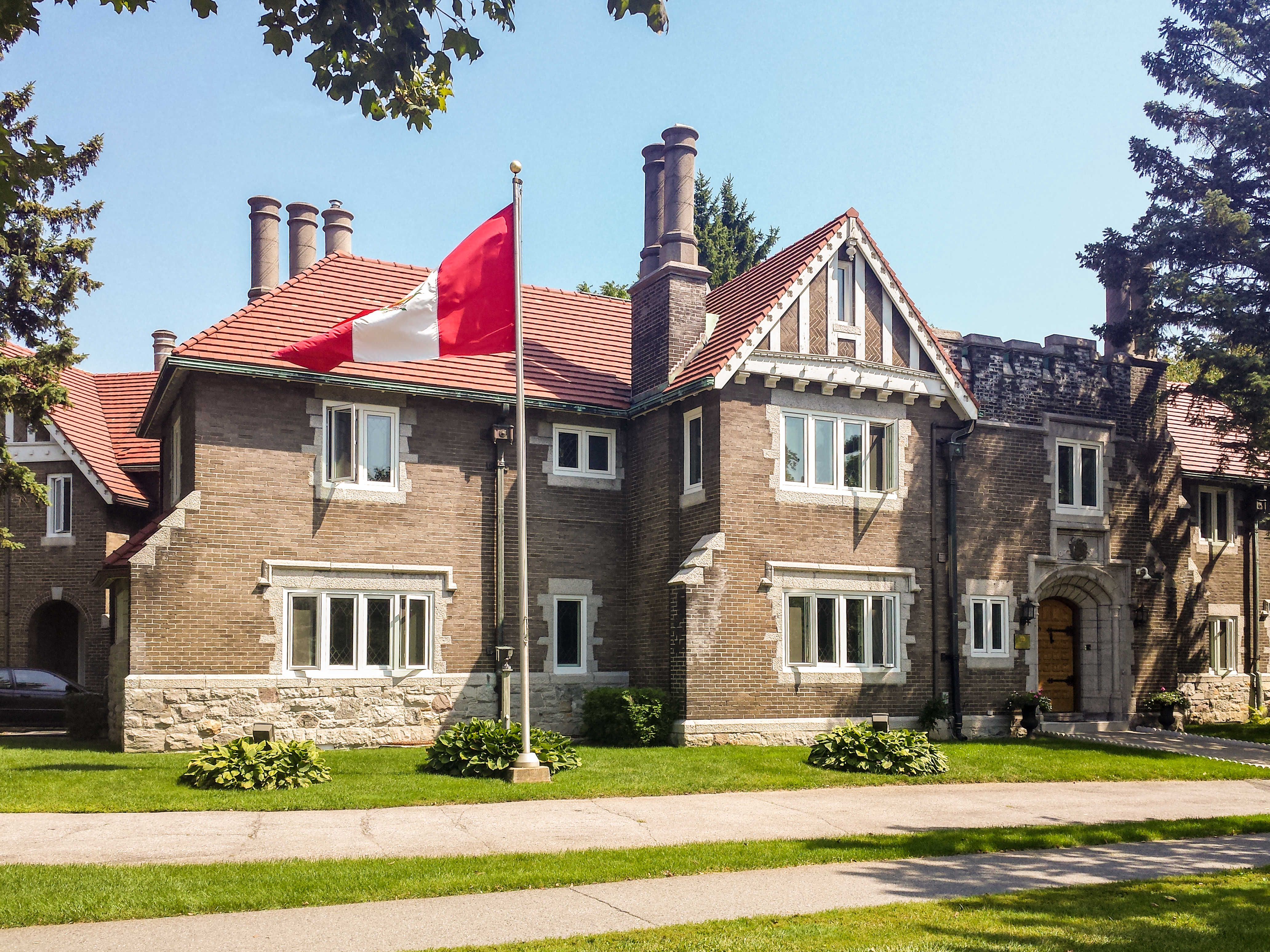
Résidence de l'ambassadeur du Pérou au Canada à l'intersection avec la rue Helena.